# Colaspedusa malayana
Colaspedusa malayana es un coleóptero de la familia Chrysomelidae.
Fue descrita científicamente en 1998 por Medvedev.